# Miriam Lichtheim
Miriam Lichtheim (Estambul, 1914 - Jerusalén, 2004) fue una egiptóloga y traductora turco-estadounidense de textos egipcios antiguos. Está considerada como una de las mayores conocedoras de la literatura del Antiguo Egipto.

## Biografía
En la década de 1930 estudió con Hans Jakob Polotsky en la Universidad Hebrea de Jerusalén. En 1941 viajó a los Estados Unidos en donde estudió y recibió un Doctorado en Egiptología en la universidad de Chicago. Trabajó como bibliotecaria académica en Yale y posteriormente en la universidad de California, donde fue bibliógrafa y conferenciante especializada (lecturer) en el Levante mediterráneo hasta su retiro en 1974. En 1982 se trasladó a Israel en donde enseñó en la Universidad Hebrea hasta su muerte en 2004.

## Obra
En 1973 publicó el primer volumen de Ancient Egyptian Literature (Literatura antigua egipcia), con traducciones de los textos de los Imperios Antiguo (2700-2200 a. C.) y Medio (2040-1795 a. C.) En esta obra explica el comienzo y la evolución de los distintos géneros literarios en Egipto, tanto los inscritos en piedra u ostracon como sobre papiro. 
En 1976 publicó el segundo volumen, con los textos escritos en el Imperio Nuevo (1550-1080 a. C.), seguido por un tercero en 1980 con la literatura correspondiente al último milenio de la civilización faraónica, que coincide con el primer milenio a. C.
Se trata de una antología que se ha convertido en clásica en el campo de la egiptología, y que retrata la evolución de la literatura egipcia.  

### Publicaciones
- Coptic Ostraca from Medinet Habu. Ed. University of Chicago Press. (A partir las transcripciones de Elizabeth Stefanski). 1952.
- Ancient Egypt: A survey of current historiography. Ed. The American Historical Review. 1963.
- Ancient Egyptian Literature. Ed. University of California Press en 2006. 1973. ISBN 0520248422.
- Late Egyptian Wisdom Literature in the International Context. Ed. Universitätsverlag. 1983. ISBN 372780291X.
- Ancient Egyptian autobiographies chiefly of the Middle Kingdom: A study and an anthology. Ed. Universitätsverlag. 1988. ISBN 3727805943.
- Maat in Egyptian Autobiographies and Related Studies. Ed. Universitätsverlag. 1992. ISBN 3727808462.
- Moral Values in Ancient Egypt. Ed. University Press. 1997. ISBN 3727811382.
- Telling it Briefly: A Memoir of My Life. Ed. University Press Fribourg. 1999. ISBN 3727812486.